# Georg Wilhelm Abel
Georg Wilhelm Abel (auch Jorge Guillermo Abel; * 20. Juni 1852 in Stettin, Provinz Pommern; † 17. Mai 1926 in Berlin-Schöneberg) war ein Diplomat in Deutschland.
Georg Abel wurde als Sohn von Adolph Simon Abel (1919–1892) und dessen Ehefrau Jacunde geb. Lessing (1830–1898) geboren. Er wuchs zusammen mit seinen zwei Geschwistern Max und Paul Abel auf.
Abel war zunächst Konsul von Guatemala in Preußen und ab Juni 1910, nachdem das Konsulat in ein Generalkonsulat umgewandelt worden war, Generalkonsul des Landes in Berlin.
Georg Abel starb am 17. Mai 1926 im Alter von 73 Jahren um 11:15 Uhr in Berlin-Schöneberg in seiner Wohnung in der Heilbronner Straße 2. Er wurde anschließend auf dem Friedhof I der Jerusalems- und Neuen Kirche in Berlin-Kreuzberg beigesetzt. Die Gittergrabanlage mit schwarzen Inschriftentafeln ist erhalten.
Georg Abel war mit Rosa geb. Voigt verheiratet. Sie haben zusammen das Kind Albert Siegfried Abel (1887–1955) bekommen.